# Islande au Concours Eurovision de la chanson 2012
L'Islande a participé au Concours Eurovision de la chanson 2012 et a sélectionné sa chanson et son artiste via une finale nationale intitulé Söngvakeppni Sjónvarpsins 2012, organisée par le diffuseur islandais RÚV.

## Söngvakeppni Sjónvarpsins 2012
La période de soumissions des chansons est ouverte jusqu'au 10 octobre 2011. Les citoyens islandais et les personnes qui résident légalement dans le pays déjà avant le 1er octobre 2010 peuvent envoyer des chansons. Les compositeurs islandais sont autorisés à collaborer avec des compositeurs étrangers et chaque compositeur peut soumettre un maximum de trois chansons. Toutes les chansons doivent être chantés entièrement en islandais. Le 12 octobre 2011, RÚV annonce que 150 chansons ont été soumises.
Un total de 15 chansons participe à Söngvakeppni 2012. Chaque demi-finale comprend 5 chansons avec deux d'entre elles qui vont en finale grâce au vote du public. Par conséquent, les téléspectateurs sélectionnent six finalistes. Aussi, un jury peut qualifier des chansons supplémentaires si besoin.
Les chansons participant à la sélection télévisé ont été sélectionnés par un comité interne.
Le vainqueur de la sélection islandaise est le duo Gréta Salóme et Jónsi avec leur chanson Mundu eftir mér, traduite en anglais pour le concours, en Never Forget.

### Demi-finale 1
| Numéro | Artiste               | Chanson            | Compositeur – Parolier                        |
| ------ | --------------------- | ------------------ | --------------------------------------------- |
| 1      | Íris Hólm             | Leyndarmál         | Sveinn Rúnar Sigurðsson - Þórunn Erna Clausen |
| 2      | Fatherz'n'sonz        | Rýtingur           | Gestur Guðnason - Hallvarður Ásgeirsson       |
| 3      | Gréta Salóme et Jónsi | Mundu eftir mér    | Gréta Salome Stefánsdóttir                    |
| 4      | Blár Ópal             | Stattu upp         | Ingólfur Þórarinsson - Axel Atlason           |
| 5      | Heiða Ólafsdóttir     | Við hjartarót mína | Árni Hjartarson                               |

### Demi-finale 2
| Numéro | Artiste                 | Chanson         | Compositeur – Parolier                                                                           |
| ------ | ----------------------- | --------------- | ------------------------------------------------------------------------------------------------ |
| 1      | Guðrún Árný Karlsdóttir | Minningar       | Valgeir Skagfjörð                                                                                |
| 2      | Ellert Jóhannsson       | Ég kem með      | Ellert H. Jóhannsson - Mikael Tamar Elíasson                                                     |
| 3      | Regína Ósk              | Hjartað brennur | María Björk Sverrisdóttir, Marcus Frenell, Fredrik Randquist, Kristján Hreinsson, Anna Andersson |
| 4      | Simbi & Hrútspungarnir  | Hey             | Magnús Hávarðarson                                                                               |
| 5      | Rósa Birgitta Ísfeld    | Stund með þér   | Sveinn Rúnar Sigurðsson - Þórunn Erna Clausen                                                    |

### Demi-finale 3
| Numéro | Artiste                            | Chanson             | Compositeur – Parolier                                        |
| ------ | ---------------------------------- | ------------------- | ------------------------------------------------------------- |
| 1      | Herbert Guðmundsson                | Eilíf ást           | Herbert Guðmundsson, Svanur Herbertsson - Herbert Guðmundsson |
| 2      | Magni Ásgeirsson                   | Hugarró             | Sveinn Rúnar Sigurðsson - Þórunn Erna Clausen                 |
| 3      | Greta Salóme, Heiða et Guðrún Árný | Aldrei sleppir mér  | Greta Salóme Stefánsdóttir                                    |
| 4      | Svenni Þór                         | Augun þín           | Hilmar Hlíðberg Gunnarsson - Þorsteinn Eggertsson             |
| 5      | Íris Lind Verudóttir               | Aldrei segja aldrei | Pétur Arnar Kristinsson                                       |

### Finale
| Numéro | Artiste                | Chanson            | Compositeur – Parolier                                                                           | Position |
| ------ | ---------------------- | ------------------ | ------------------------------------------------------------------------------------------------ | -------- |
| 1      | Heiða et Guðrún Árný   | Aldrei sleppir mér | Greta Salóme Stefánsdóttir                                                                       | -        |
| 2      | Magni Ásgeirsson       | Hugarró            | Sveinn Rúnar Sigurðsson - Þórunn Erna Clausen                                                    | 3        |
| 3      | Rósa Birgitta Ísfeld   | Stund með þér      | Sveinn Rúnar Sigurðsson - Þórunn Erna Clausen                                                    | -        |
| 4      | Simbi & Hrútspungarnir | Hey                | Magnús Hávarðarson                                                                               | -        |
| 5      | Regína Ósk             | Hjartað brennur    | María Björk Sverrisdóttir, Marcus Frenell, Fredrik Randquist, Kristján Hreinsson, Anna Andersson | -        |
| 6      | Blár Ópal              | Stattu upp         | Ingólfur Þórarinsson - Axel Atlason                                                              | 2        |
| 7      | Gréta Salóme et Jónsi  | Mundu eftir mér    | Gréta Salome Stefánsdóttir                                                                       | 1        |

## À l'Eurovision
Pendant le tirage au sort de la répartition des pays dans les demi-finales, il est annoncé que l'Islande va participer à la première moitié de la première demi-finale du 22 mai. Le 20 mars 2012, le tirage au sort pour l'ordre de passage, qui détermine dans quel ordre les pays passent, a lieu. L'Islande est le deuxième pays à passer lors de la première demi-finale entre le Monténégro et la Grèce. Le pays se qualifie pour la finale en prenant la 8e place de cette demi-finale avec 75 points. Lors de la finale, l'Islande passe en 7e position entre la Russie et Chypre et termine à la 20e place avec 46 points.

### Points accordés à l'Islande
| 12 points                                  | 10 points                   | 8 points      | 7 points              | 6 points          |
| ------------------------------------------ | --------------------------- | ------------- | --------------------- | ----------------- |
|                                            | - Danemark - Finlande       | - Chypre      |                       | - Espagne         |
| 5 points                                   | 4 points                    | 3 points      | 2 points              | 1 point           |
| - Belgique - Grèce - Lettonie - Monténégro | - Hongrie - Israël - Suisse | - Saint-Marin | - Autriche - Moldavie | - Italie - Russie |

| 12 points | 10 points                        | 8 points    | 7 points   | 6 points                       |
| --------- | -------------------------------- | ----------- | ---------- | ------------------------------ |
|           |                                  |             | - Finlande | - Danemark - Estonie - Hongrie |
| 5 points  | 4 points                         | 3 points    | 2 points   | 1 point                        |
| - Norvège | - Espagne - Slovaquie - Slovénie | - Allemagne |            | - Chypre                       |

### Points accordés par l'Islande
| 12 points | Chypre   |
| 10 points | Irlande  |
| 8 points  | Danemark |
| 7 points  | Finlande |
| 6 points  | Russie   |
| 5 points  | Grèce    |
| 4 points  | Roumanie |
| 3 points  | Albanie  |
| 2 points  | Suisse   |
| 1 point   | Autriche |

| 12 points | Suède    |
| 10 points | Estonie  |
| 8 points  | Chypre   |
| 7 points  | Russie   |
| 6 points  | France   |
| 5 points  | Danemark |
| 4 points  | Irlande  |
| 3 points  | Serbie   |
| 2 points  | Espagne  |
| 1 point   | Norvège  |